# KRC Genk
A KRC Genk (teljes nevén Koninklijke Racing Club Genk) belga labdarúgócsapat Limburg megye Genk városában. Stadionja a Cristal Arena, klubszínei kék és fehér. Négyszer nyerte meg a bajnokságot, és ötször a nemzeti kupát. A klub a KFC Winterslag és a K Waterschei SV Thor Genk 1988-as egyesülésével jött létre.

## A klub története

### KFC Winterslag
Az FC Winterslagot 1923-ban alapították és a klub még abban az évben csatlakozott a Belga labdarúgó-szövetséghez. 1958-ban az egyesület neve KFC Winterslagra módosult. 1972-ben feljutott a másodosztályba, és hamarosan még feljebb jutott, amikor az 1974-75-ös bajnokságban először játszott az élvonalban. A következő években a klub az első- és másodosztály között ingázott, bár tartósan nem tudott gyökeret verni az élvonalban, rendre visszajutott oda.

### K Waterschei SV Thor Genk
A Waterschei's Sport Vereeniging Thor csapatát 1919-ben alapították. A csapat nevében szereplő „Thor” szó betűszó, jelentése ’’Tot Herstel Onzer Rechten’’ . A labdarúgó szövetségnek 1925-ben lett tagja. Az 1950-es évek végén, 1960-as évek játszott először az élvonalban, majd 1978 és 1986 újra. 1986-tól két évig a másodosztályban szerepelt.
1980-ban és 1982-ben a Waterschei megnyerte a belga kupa küzdelmeit. Utóbbit követően egészen az elődöntőig jutott az 1982-83-as KEK-sorozatban, ahol a negyeddöntőben a PSG-t verte, az elődöntőben azonban az Aberdeen FC Skóciában 5-1-re győzve már az első mérkőzésen eldöntötte a továbbjutást.
1988-ban a Waterschei egyesült a Winterslaggal, így jött létre a KRC Genk.

### KRC Genk
Az egyesülés után az új klub a Winterslag jogán az élvonalban indult, de az utolsó helyen végezve kiesett. A következő évben visszajutott és ezt követően 4 idényen keresztül az első osztályban szerepelt. 1995-ben lett a csapat vezetőedzője Aimé Anthuenis, akivel újra az élvonalba került a csapat. 1997-ben nyolcadik, egy évre rá már ezüstérmes lett a bajnokságban. Ugyanebben az évben megnyerte a nemzeti kupát is.
A nemzetközi kupákban töltött első idényben különösen az MSV Duisburg elleni hazai, 5-0 arányú győzelem emelkedett ki, és miután a spanyol RCD Mallorca ellen is csak idegenben szerzett kevesebb gól miatt esett ki, az egész sorozatban veretlen maradt. Az idény végén a Genk megnyerte a bajnokságot is, Aimé Anthuenis pedig távozott a rivális Anderlecht csapatához.
Az 1999-2000-es idényben a bajnokok ligájában a szlovén NK Maribor már a selejtezőben búcsúztatta a csapatot, és bár újra kupagyőztes lett, az idény végén a bajnokságban a 9., egy évre rá a 11. helyen végzett. A 2001-2002-es bajnokságot azután újra a Genk csapata nyerte, így ismét megpróbált a bajnokok ligájába jutni, és ez a cseh Sparta Praha elleni selejtezőben idegenben szerzett több góllal sikerült is. A csoportküzdelmekben végül négy döntetlennel és két vereséggel végzett és a csoport utolsójaként (a Real Madrid, AS Roma és az AÉK mögött) kiesett.
A 2006-2007-es szezonban a klub szinte végig vezette a bajnokságot, végül egy Germinal Beerschot elleni váratlan vereség miatt az Anderlecht lett bajnok.
2008-ban egy kiábrándító 10. helyezés után szerződtették Ronny Vangeneugdent és számos új játékost (többek között Tőzsér Dánielt is), és bár a bajnokságban újra nem sikerült a legjobbak közé kerülni (8. hely), de sikerült megszerezni a klub harmadik kupagyőzelmét.

## Sikerek
Jupiler League
- Bajnok (4): 1998–99, 2001–02, 2010–11, 2018–19
- Ezüstérmes (4): 1997–98, 2006–07, 2020–21, 2022–23

Challenge League
- Győztes (1): 1975–76
- Ezüstérmes (2): 1986–87, 1995–96

Belga Kupa
- Győztes (5): 1997–98, 1999–2000, 2008–09, 2012–13, 2020–21
- Döntős (1): 2017–18

Belga Szuperkupa
- Győztes (2): 2011, 2019
- Döntős (7): 1998, 1999, 2000, 2002, 2009, 2013, 2021

## Jelenlegi keret
2023. szeptember 1-i állapotnak megfelelően.
| #  |     | Poszt | Név                    |
| -- | --- | ----- | ---------------------- |
| 1  | BEL | K     | Hendrik Van Crombrugge |
| 2  | USA | V     | Mark McKenzie          |
| 3  | ESP | V     | Mujaid Sadick          |
| 4  | CIV | KP    | Aziz Ouattara Mohammed |
| 5  | MEX | V     | Gerardo Arteaga        |
| 7  | GAM | KP    | Alieu Fadera           |
| 8  | BEL | KP    | Bryan Heynen ()        |
| 14 | NGA | KP    | Yira Sor               |
| 17 | SVK | KP    | Patrik Hrošovský       |
| 18 | BEL | V     | Joris Kayembe          |
| 19 | BEL | KP    | Anouar Ait El Hadj     |
| 23 | COL | V     | Daniel Muñoz           |

| #  |     | Poszt | Név                    |
| -- | --- | ----- | ---------------------- |
| 24 | BEL | KP    | Luca Oyen              |
| 25 | ARG | KP    | Matías Galarza         |
| 26 | BEL | K     | Maarten Vandevoordt    |
| 28 | GHA | CS    | Joseph Paintsil        |
| 30 | BEL | K     | Vic Chambaere          |
| 34 | MAR | KP    | Bilál el-Hanúsz        |
| 41 | BEL | K     | Mike Penders           |
| 46 | COL | V     | Carlos Cuesta          |
| 70 | GUI | KP    | Ibrahima Sory Bangoura |
| 77 | ECU | V     | Ángelo Preciado        |
| 90 | GHA | KP    | Christopher Bonsu Baah |
| 99 | NGA | CS    | Tolu Arokodare         |

### Kölcsönben
| #  |     | Poszt | Név                                                                |
| -- | --- | ----- | ------------------------------------------------------------------ |
| 11 | BEL | KP    | Mike Trésor Ndayishimiye (a Burnleynél a 2023/24-es szezon végéig) |

## Korábbi jelentős játékosok
| 1980-as évek - Luc Nilis (1984–86) (KFC Winterslag) 1990-es évek - Carmel Busuttil - Krzysztof Bukalski - Branko Strupar - Souleymane Oulare - Thórdur Gudjónsson - Besnik Hasi - Juha Reini - Bart Goor - Mike Origi - Marc Hendrikx - Philippe Clement - Brockhauser István - Gyimesi László - Horváth Ferenc - Márton Gábor - Jacky Peeters - Davy Oyen - Bart Goor - Branko Strupar 2000-es évek - Bernd Thijs - Koen Daerden - Kevin Vandenbergh - Wesley Sonck - Steven Defour - Sébastien Pocognoli | 2000-es évek folyt. - Thomas Chatelle - Wouter Vrancken - Faris Haroun - Logan Bailly - Tom Soetaers - Justice Wamfor - Didier Zokora - Josip Skoko - Akram Roumani - Moumouni Dagano - Mirsad Bešlija - Sunday Oliseh - Orlando Engelaar - Theo Janssen - Aaron Mokoena - Brian Priske - Igor Tomašić - Goran Ljubojević - Ivan Bosnjak - Barak Jichaki - Adam Nemec - Takayuki Suzuki - João Carlos Pinto Chaves 2010-es évek - Köteles László - Tóth Balázs - Tőzsér Dániel 2020-as évek - Németh András |

## Európai kupamérkőzések
Frissítve: 2008 december
| Szezon  | Torna                       | Forduló         |          | Ellenfél           | Hazai | Idegenbeli |
| ------- | --------------------------- | --------------- | -------- | ------------------ | ----- | ---------- |
| 1997    | Intertotó-kupa              | 5. csoport      | Feröer   | B36 Tórshavn       |       | 5-0        |
|         |                             |                 | NOR      | Stabæk IF          | 4-3   |            |
|         |                             |                 | RUS      | Gyinamo Moszkva    |       | 2-3        |
|         |                             |                 | GRE      | Panachaiki         | 4-2   |            |
| 1998-99 | Kupagyőztesek Európa-kupája | selejtező       | Albánia  | Apolonia Fier      | 4-0   | 5-1        |
|         |                             | 1. forduló      | GER      | MSV Duisburg       | 5-0   | 1-1        |
|         |                             | 2. forduló      | ESP      | RCD Mallorca       | 1-1   | 0-0        |
| 1999-00 | UEFA-bajnokok ligája        | 2. selejtezőkör | SLO      | NK Maribor         | 3-0   | 1-5        |
| 2000-01 | UEFA-kupa                   | 1. forduló      | SUI      | FC Zürich          | 2-0   | 2-1        |
|         |                             | 2. forduló      | GER      | Werder Bremen      | 2-5   | 1-4        |
| 2002-03 | UEFA-bajnokok ligája        | 3. selejtezőkör | CZE      | Sparta Praha       | 2-0   | 2-4        |
|         |                             | C csoport       | GRE      | AÉK Athén          | 0-0   | 1-1        |
|         |                             |                 | ESP      | Real Madrid        | 1-1   | 0-6        |
|         |                             |                 | ITA      | AS Roma            | 0-1   | 0-0        |
| 2004    | Intertotó-kupa              | 2. forduló      | Bulgária | Marek Dupnica      | 2-1   | 0-0        |
|         |                             | 3. forduló      | GER      | Borussia Dortmund  | 0-1   | 2-1        |
|         |                             | Elődöntő        | POR      | União Leiria       | 0-0   | 0-2        |
| 2005-06 | UEFA-kupa                   | 2. selejtezőkör | LAT      | Liepājas Metalurgs | 3-0   | 3-2        |
|         |                             | 1. forduló      | Bulgária | Liteksz Lovecs     | 0-1   | 2-2        |
| 2007-08 | UEFA-bajnokok ligája        | 2. selejtezőkör | BIH      | FK Sarajevo        | 1-2   | 1-0        |